# União por um Movimento Popular
O partido União por um Movimento Popular (em francês:  Union pour un mouvement populaire – UMP) foi um partido político francês de centro-direita. Foi criado especificamente para as eleições presidenciais e legislativas de Abril de 2002 e surgiu inicialmente com o nome "Union pour une majorité présidentielle" pela fusão de dois partidos do presidente Jacques Chirac. Foi um dos partidos franceses membros do grupo dos partidos populares europeus.
Sucedendo ao Reagrupamento para a República (RPR), o UMP incluiu também elementos da democracia liberal e recebeu a adesão de antigos membros da União pela Democracia Francesa (UDF).
O partido foi oficialmente dissolvido em maio de 2015, sendo sucedido pelos chamados "Os Republicanos" (também liderados por Nicolas Sarkozy).

## Identidade
Criado para as eleições presidenciais de abril de 2002 e as legislativas francesas do mesmo ano, com o fim de reunir as forças políticas de direita, este partido recebeu o nome de "união para a maioria presidencial" em sinal de apoio ao presidente.
Uma vez que as eleições foram concluidas, este nome deixou em parte de fazer sentido. No entanto, a fim do aproveitamento de uma sigla entretanto bem conhecida dos franceses, a denominação do partido mudou para "Union pour un mouvement populaire" em novembro de 2002.
O antigo presidente da UMP foi Alain Juppé, que se demitiu em 16 de Julho de 2004. Desde 28 Novembro de 2004, o seu sucessor é Nicolas Sarkozy, ex presidente francês.
Em 17 de Julho de 2007, a UMP, aliada do presidente Nicolas Sarkozy, venceu o segundo turno das eleições parlamentares francesas, conseguindo 314 dos 577 deputados da Assembleia Nacional, podendo indicar (novamente) François Fillon para o cargo de primeiro-ministro francês

## Posicionamento
A UMP foi considerado de centro-direita, seguindo o livre-mercado e de orientação econômica liberal.

## Filiados
Na época de sua dissolução, o UMP tinha cerca de 143 mil membros.